# ناز لونغ
ناز لونغ (بالإنجليزية: Naz Long)‏ مواليد 3 أغسطس 1993 في ميسيساغا، هو لاعب كرة سلة كندي من أصل يوناني ويحمل الرقم 15. يبلغ طوله 6 قدم 4 بوصة (1.9 م). حاليا يلعب كرة السلة الجامعية مع فريق جامعة ولاية آيوا.

## روابط خارجية
- ناز لونغ على موقع إن بي أي (الإنجليزية)
- ناز لونغ على موقع سبورتس رفرنس (الإنجليزية)
- ناز لونغ على موقع كرة السلة الأوروبية.كوم (الإنجليزية)
- ناز لونغ على موقع إي إس بي إن.كوم (الإنجليزية)
- ناز لونغ على موقع كلية كرة السلة في سبورتس رفرنس.كوم (الإنجليزية)
- ناز لونغ على موقع ريلجم (الإنجليزية)
- ناز لونغ على موقع بروبوليرز (الإنجليزية)
- ناز لونغ على موقع سبورتس رفرنس (الإنجليزية)